# Calciumstannat
Calciumstannat ist eine anorganische chemische Verbindung des Calciums aus der Gruppe der Stannate mit der Formel CaSnO3.

## Gewinnung und Darstellung
Calciumstannat kann durch Auflösung von Zinn in Salpetersäure und Reaktion mit Calciumnitrat gewonnen werden.
Sie kann auch durch Reaktion von Zinn(IV)-oxid mit Calciumoxid gewonnen werden.
{\displaystyle {\ce {SnO2 + CaO -> CaSnO3}}}
Ebenfalls möglich ist die Synthese durch Reaktion einer Lösung von Calciumchlorid und Zinntetrachlorid in Salzsäure mit Wasserstoffperoxid und Ammoniak in Wasser. Das entstandene und getrocknete Zwischenprodukt CaSnO2(O2)·3H2O, ein gemischtes Oxid–Peroxid, wird dann bei 900 bis 1200 °C zu Calciumstannat umgesetzt.
{\displaystyle {\ce {CaCl2 + SnCl4 + H2O2 + 6NH3 + 5H2O -> CaSnO2(O2)*3H2O + 6NH4Cl}}}
Es sind auch noch weitere Syntheseverfahren bekannt.
Es entsteht auch bei der Bleiraffination durch den Harris-Prozess.

## Eigenschaften
Calciumstannat ist ein weißer geruchloser Feststoff, der praktisch unlöslich in Wasser ist. Er besitzt eine verzerrte orthorhombische Perovskit Kristallstruktur mit der Raumgruppe Pbnm (Raumgruppen-Nr. 62, Stellung 3). Es sind jedoch noch weitere Kristallstrukturen bei hohem Druck bekannt.

## Verwendung
Calciumstannat wird als Additiv in Bariumtitanat-Keramikkondensatoren verwendet, um eine Verschiebung des Curie-Spitzenwertes zu erzeugen. Es wird auch als Gassensor, Anodenmaterialien für Lithium-Ionen-Akkumulatoren, Katalysator und Photokatalysator eingesetzt.